# Thermae Romae (pel·lícula)
Thermae Romae és una pel·lícula d'imatge real adaptació del manga japonès Thermae Romae del 2012, que va ser produït per Fuji TV i es va estrenar el 28 d'abril de 2012. El 2014 es va estrenar una segona pel·lícula, Thermae Romae II.

## Repartiment
- Hiroshi Abe[4] com a Lucius
- Aya Ueto com a Mami Yamakoshi[4]
- Kazuki Kitamura com a Ceionius[4]
- Riki Takeuchi com a Tateno[4]
- Kai Shishido com a Antoninus[4]
- Takashi Sasano com a Shūzo Yamakoshi[4]
- Masachika Ichimura com a Hadrià[4]
- Midoriko Kimura com a Yumi Yamakoshi[4]
- Katsuya com a Marcus[4]

## Recepció
El 29 de juliol, la pel·lícula tenia una recaptació de taquilla de 74.091.903 dòlars EUA. Va ser la segona pel·lícula nacional més taquillera a la taquilla japonesa el 2012 i, a partir del 5 de gener de 2015, és la 95a pel·lícula més taquillera del Japó, amb 5,98 mil milions ¥
Hiroshi Abe va guanyar la millor interpretació d'un actor en un paper principal per la pel·lícula a la presentació del 36ns Premis de Cinema de l'Acadèmia de Japó. Thermae Romae també va rebre una nominació per a la direcció d'art de Mitsuo Harada als mateixos premis.
Thermae Romae va guanyar 1.498.789 HK$ a les taquilles de Hong Kong.
La pel·lícula es va estrenar a Nord-amèrica el setembre de 2012 al Festival Internacional de Cinema de Toronto.